# Lawrence Naesen
Lawrence Naesen (Ostende, Bélgica, 28 de agosto de 1992) é um ciclista profissional belga membro da equipa AG2R La Mondiale. O seu irmão Oliver também é ciclista profissional.

## Palmarés
Ainda não tem conseguido nenhuma vitória como profissional

## Equipas
- Cibel (2015-2016)
  - Cibel (2015)
  - Cibel-Cebon (2016)
- WB Veranclassic Aqua Protect (2017)
- Lotto Soudal[1] (2018-2019)
- AG2R La Mondiale[2] (2020-)